# Grand Prairie
Grand Prairie is een stad in de Amerikaanse staat Texas en telt 153.812 inwoners. Het is hiermee de 133e stad in de Verenigde Staten (2010). De oppervlakte bedraagt 184,8 km², waarmee het de 99e stad is.

## Demografie
Van de bevolking is 6,4 % ouder dan 65 jaar en bestaat voor 20,7 % uit eenpersoonshuishoudens. De werkloosheid bedraagt 3,3 % (cijfers volkstelling 2000).
Ongeveer 43 % van de bevolking van Grand Prairie bestaat uit hispanics en latino's, 30% is van Europese komaf, 20 % is van Afrikaanse oorsprong en 7 % van Aziatische oorsprong. De etnische samenstelling in 2010 van de stad was : 53% blank, 21% zwart, 7% aziatisch, 16% gekleurde latino's & 3% gemengde rassen.
Het aantal inwoners steeg van 99.496 in 1990 naar 127.427 in 2000.

## Klimaat
In januari is de gemiddelde temperatuur 6,3 °C, in juli is dat 29,6 °C. Jaarlijks valt er gemiddeld 856,0 mm neerslag (gegevens op basis van de meetperiode 1961-1990).

## Plaatsen in de nabije omgeving
De onderstaande figuur toont nabijgelegen plaatsen in een straal van 16 km rond Grand Prairie.

## Geboren
- E.P. Sanders (1937–2022), nieuwtestamenticus
- Michelle Carter (1985), atlete
- Chase Wileman (1986), voetballer
- Chris Klute (1990), voetballer
- Selena Gomez (1992), zangeres en actrice